# ويليام كيارني
ويليام كيارني (بالإنجليزية: William Kearney)‏؛ (18 سبتمبر 1895 في المملكة المتحدة - 1 ديسمبر 1986 في المملكة المتحدة) هو لاعب كرة قدم بريطاني (وحمل سابقاً جنسية المملكة المتحدة لبريطانيا العظمى وأيرلندا) في مركز الدفاع. لعب مع نادي برينتفورد.